# پریتان بوزداگ
پریتان بوزداگ (انگلیسی: Peritan Bozdağ؛ زادهٔ ۱۵ ژوئن ۱۹۹۹) بازیکن فوتبال اهل جمهوری آذربایجان است.
وی همچنین در تیم‌های ملی فوتبال Azerbaijan women's national football team بازی کرده‌است.